# Philipp Balthasar Sinold genannt von Schütz
Philipp Balthasar Sinold genannt von Schütz (* 5. Mai 1657 auf Schloss Königsberg bei Gießen; † 6. März 1742 in Laubach) war Publizist, Schriftsteller und Theologe sowie zuletzt Geheimrat des Grafen Christian August von Solms-Laubach. Er benutzte die Pseudonyme Ludwig Ernst von Faramond, Amadeus Creutzberg und Irenicus Ehrenkron.

## Herkunft
Er entstammte dem alten berühmten Adelsgeschlecht Sinold genannt Schütz. Sein Vater war bei seiner Geburt hessischer Oberamtmann; es war jedoch nicht wie häufig zu lesen der spätere lüneburgischer Minister und Kanzler Johann Helwig Sinold genannt Schütz, sondern dessen gleichnamiger Vetter (gestorben 1686 in Weißenfels). Seine Mutter war dessen Ehefrau Katharina von Horst (geboren um 1624).

## Leben
Philipp Balthasar erhielt seine Vorbildung auf dem Gymnasium in Weißenfels, das damals der Rektor Christian Weise leitete. Er studierte dann auf der Universität Jena die Rechte.
Anschließend führte ihn eine längere Reise durch Italien, und hier trat er zu Florenz in die Garde-Kavallerie des Herzogs der Toskana bei, wo er fast zwei Jahre im Kriegsdienst blieb. Heimgekehrt nach Deutschland lebte er mehrere Jahre in Leipzig als Privatgelehrter und gab hier eine Zeitschrift „Die europäische Fama“ (1704) heraus, in der er die Politik vom christlichen Standpunkte aus beleuchtete. Im Jahre 1704 lieferte er auch die erste Ausgabe des bekannten „Zeitungs-Lexikons“. In demselben Jahre wurde Sinold mit dem Titel eines Rats nach Köstritz berufen, auch Haushofmeister des jungen Grafen Heinrich XXIV. von Reuß-Köstritz und Lehendirektor für sämtliche preußische Land; doch schon im folgenden Jahre trat er als Hofmeister in die Dienste der verwitweten Herzogin von Sachsen-Merseburg in Forst in der Lausitz, und blieb hier bis 1711.
Danach nahm er eine Stelle als Regierungsrat bei dem Herzog Karl von Württemberg-Oels in Bernstadt in Schlesien an. Er schrieb während seiner hiesigen Amtstätigkeit unter dem Namen Irenicus Ehrenkron seine geschätzte „Schlesische Kirchenhistorie“ (II, 1715). Im Jahre 1718 berief ihn der Graf Ludwig Gottfried von Hohenlohe-Pfedelbach als Geheimrat und Präsidenten aller seiner Kollegien nach Pfedelbach bei Oehringen im Württembergischen. Von dort ging er 1727 als gräflich Solms’scher Geheimrat nach Laubach. In diesem Amt verblieb er 15 Jahre lang, bis er als 85-jähriger Greis am 6. März 1742 starb.
Unter dem Namen „Faramond“ verfasste er eine ganze Reihe satirischer Schriften, in denen er mit heiligem Ernst die Torheiten seiner Zeitgenossen geißelte. Bedeutender ist er als erbaulicher Schriftsteller, und als solcher führte er den Namen Amadeus Creutzberg. Von seinen zwölf Erbauungsschriften haben besonders die „Gottseligen Betrachtungen auf alle Tage des ganzen Jahrs“ (1729), ein Buch, das dem Könige Friedrich Wilhelm I. von Preußen zur täglichen Lektüre diente, ihren Wert bis in das 19. Jahrhundert hinein behauptet und sind 1856 abermals neu herausgegeben worden. Wie in diesen Erbauungsschriften, so offenbart sich auch in den poetischen Arbeiten Sinold’s der Einfluss Spener’s, und man zählt deshalb S. gern dem pietistischen Dichterkreise zu. Eine Sammlung von 143 seiner Lieder gab er während seiner Amtstätigkeit in Pfedelbach heraus unter dem Titel „Amadei Creutzbergs geistliche und andere erbauliche Poesien, Lieder, Sonette und Epigrammata“ (1720); acht davon erlangten durch Aufnahme in Gesangbücher weitere Verbreitung.

### Werke (unvollständig)
- 1732, Die glückseeligste Insul auf der gantzen Welt, oder Das Land der Zufriedenheit, Digitalisat
- 1736, Sendschreiben Eines Vornehmen Teutschen, Digitalisat
- 1729, Amadei Creutzbergs Heilige Betrachtungen Auf alle Tage des gantzen Jahrs, Ausgabe 1860
- 1720, Amadei Creutzbergs geistliche und andere erbauliche Poesien, Lieder, Sonette und Epigrammata, Digitalisat
- 1711, Die Klugheit derer wahren, und die Narrheit derer falschen Christen, in einigen Gesprächen deutlich vorgestellet, Digitalisat
- 1708, Schlesische Kirchen-Historie, worinnen Der Schlesier unterschiedliche Religionen und Gottes-Dienste, Digitalisat
- 1699, Des Träumenden Pasquini Kluger Staats-Phantasien, Uber den jetzigen verwirreten Zustand der Welt, Digitalisat

Ludwig Ernst von Faramond
- 1733, Das Reich der Eitelkeit und Thorheit, Digitalisat

Wikisource
- Reale Staats- Zeitungs- und Conversations-Lexicon

## Familie
Er heiratete im Jahr 1708 Maria Elisabeth von Poser und Groß-Naedlitz (* 19. August 1684; † 13. März 1742), eine Tochter des Daniel von Poser und Groß-Naedlitz und der Helene Rosine von Gutthäter. Das Paar hatte wenigstens eine Tochter: Johanna Wilhelmine.